# Aymen Mahmoud
Aymen Mahmoud (arabe : أيمن محمود), né le 24 avril 1996, est un footballeur tunisien qui évolue au poste de défenseur central au Diyala SC (en).

## Biographie
En juin 2018, il signe un contrat de quatre ans avec l'Espérance sportive de Tunis. Le 15 juillet 2019, il est prêté pour une saison à l'Avenir sportif de Soliman.

## Palmarès
- Vainqueur de la Ligue des champions de la CAF en 2018
- Vainqueur du championnat de Tunisie : en 2019
- Vainqueur de la Supercoupe de Tunisie en 2019